# David Arigbabu
David Olujemi Arigbabu (* 5. Juli 1975 in Hannover) ist ein ehemaliger deutscher Basketballspieler. Nach dem Studium in den USA, wo er erfolgreich in der College-Liga NCAA spielte, war Arigbabu lange Zeit als Profi in Italien und Belgien aktiv, bevor er 2004 nach Deutschland zurückkehrte, dort aber nur noch in der 2. Basketball-Bundesliga bis 2011 spielte. Arigbabu ist durch seinen Vater nigerianischer Abstammung und der jüngere Bruder des ehemaligen deutschen Basketball-Nationalspielers Stephen Arigbabu. Beide waren in Braunschweig von 1993 bis 1995 Mannschaftskameraden und standen sich während ihrer Profilaufbahnen in keinem Spiel als Gegner gegenüber.

## Karriere

### Jugend und NCAA (bis 1999)
Arigbabu lernte das Basketballspiel beim TK Hannover und ging 1992 für ein High-School-Jahr an die Mercer Island High School im US-Bundesstaat Washington, mit deren Basketballmannschaft er die Staatsmeisterschaften in diesem Bundesstaat gewann. Er war in der Schulmannschaft Kollege von Markus Hallgrimson. Anschließend schloss sich Arigbabu der SG Braunschweig an, bei der bereits sein Bruder Stephen spielte, kam in der Saison 1993/94 auf 15 Einsätze (1,4 Punkte/Spiel) in der Basketball-Bundesliga und stieg mit der Mannschaft ab. Er spielte mit der SG 1994/95 in der 2. Basketball-Bundesliga. 1995 rückten die Braunschweiger durch Aufstockung der ersten Basketball-Bundesliga in die höchste Klasse nach. David Arigbabu verließ den Verein jedoch zum Studium in den Vereinigten Staaten, wo er an der University of Rhode Island für das Hochschulteam Rams in der Atlantic 10 Conference der NCAA aktiv war. Arigbabu spielte für die Rams in deren bislang erfolgreichster Phase Ende der 1990er, als man sich zwischen 1997 und 1999 dreimal hintereinander für die landesweite Endrunde qualifizieren konnte. In der spielstarken A-10-Conference gewann man 1997 die Vizemeisterschaft und konnte sich auch 1998 für die NCAA-Endrunde qualifizieren, in der man in der zweiten Runde die in ihrer Regionalgruppe an erster Stelle gesetzten, hoch favorisierten Jayhawks der University of Kansas überraschte. Angeführt von Cuttino Mobley und Tyson Wheeler erreichte man das „Regional Final“ in der Viertelfinalrunde Elite Eight, in dem man gegen die Cardinal der Stanford University noch in der Schlussminute führte, aber das Spiel schließlich mit zwei Punkten verlor und das prestigeträchtige Final-Four-Turnier verpasste. Während Mobley und Wheeler anschließend im NBA Draft ausgewählt wurden, führte der spätere NBA-All-Star Lamar Odom in seiner einzigen Spielzeit für die Rams im darauffolgenden Jahr die Mannschaft zum ersten A-10-Conference-Titel ihrer Geschichte. In der landesweiten Endrunde schied man jedoch in der ersten Runde aus.

### Europakarriere (1999 bis 2004)
Nach Studienende kehrte Arigbabu noch kurz vor dem Ende der Saison 1998/1999 nach Braunschweig zurück und nahm an fünf Bundesliga-Spielen teil, in denen er 3,8 Punkte im Schnitt erzielte. In der Sommerpause 1999 unterschrieb er einen Vertrag beim italienischen Erstligisten Müller Scaligera Basket in Verona. Arigbabu wurde in der Lega Basket Serie A als Ergänzungsspieler gut 13 Minuten pro Spiel eingesetzt und erreichte mit der von Louis Bullock angeführten Mannschaft einen zwölften Platz nach der Hauptrunde. Über eine zusätzliche Qualifikationsrunde konnte man noch die eigentlichen Play-offs um die italienische Meisterschaft erreichen, wo man in der Halbfinalserie gegen den späteren Meister Fortitudo Bologna ausschied. Das Meisterschafts-Halbfinale bedeutete die Qualifikation für die von der ULEB neu eingeführte EuroLeague in der darauf folgenden Spielzeit. In der EuroLeague-Saison 2000/01 konnte man sich für das Achtelfinale qualifizieren, nachdem man in der Gruppenphase unter anderem den deutschen Vertreter Opel Skyliners hinter sich gelassen hatte. In der nationalen Meisterschaft erreichte man den zehnten Platz, was aber durch den Wegfall der Play-off-Vorausscheidung das Saisonende bedeutete.
Für die Saison 2001/02 wechselte Arigbabu in die zweite griechische Liga A2 Ethniki zu Apollon nach Patras. Nach aus Sicht von Arigbabu ausbleibenden Zahlungen verließ er den Verein bereits zu Saisonbeginn und schloss sich Anfang November dem deutschen Erstligisten TSK Bamberg an, wo ihm im ersten Spiel beim Sieg gegen den amtierenden Meister Alba Berlin ein hervorragender Einstand gelang. Ende Dezember 2001 übernahm dann Dirk Bauermann das Traineramt, der ebenfalls zu Saisonbeginn seine Arbeit in Griechenland verloren hatte. Der ehemalige Trainer von Apollon Patras war allerdings vom Erstligisten AO Dafni nach vier Spielen entlassen worden. Nach einer etwas chaotischen Saison für den Bamberger Verein erreichte man als Siebter noch die Play-offs in der Bundesliga-Saison 2001/02, wo man in der ersten Runde knapp in fünf Spielen ausschied.
Für die Spielzeit 2002/03 ging Arigbabu zurück nach Italien und spielte in der zweiten italienischen Liga LegADue für Upea im sizilianischen Capo d’Orlando. Arigbabu konnte hier keine bedeutende Rolle spielen und verließ den Verein Mitte April 2003, während die Sizilianer am Saisonende wegen des schlechteren direkten Vergleichs Tabellenletzter und Absteiger waren. Für die Spielzeit 2003/04 unterschrieb Arigbabu dann einen Vertrag beim belgischen Erstligisten Racing Club Giants aus Antwerpen. In der darauf folgenden Spielzeit machte er noch vier Spiele für den Ligakonkurrenten Basket Groot aus Löwen, bevor er nach Deutschland zurückkehrte.

### 2. Liga und Rückkehr nach Hannover (2004 bis 2011)
Während der Zweitligasaison 2004/05 schloss sich Arigbabu dem deutschen Zweitligisten 1. FC Kaiserslautern an, der sich in den folgenden Spielzeiten immer im oberen Tabellendrittel platzieren konnte. In der letzten Spielzeit (2006/07) der regional gestaffelten zweiten Liga belegte man nur knapp hinter dem Aufsteiger POM Baskets Jena den zweiten Platz in der Südgruppe. Für die Saison 2007/08 kehrte Arigbabu in seine Heimatstadt Hannover zurück und spielte für den Regionalligisten UBC, der den Durchmarsch in die neu geschaffene ProB schaffte. In der ProB-Saison 2008/09 reichte es als Aufsteiger zwar nur zu einem zehnten Platz, aber mit einer gültigen ProA-Lizenz konnte man nach dem Rückzug anderer Mannschaften in die nächsthöhere Klasse aufrücken, was den siebten Aufstieg in Folge für den 2002 gegründeten Verein bedeutete. Arigbabu als gebürtiger Hannoveraner wurde zur Identifikationsfigur der Mannschaft und engagierte sich auch im Management des Vereins. Nach zwei Spielzeiten im Tabellenmittelfeld reichten die finanziellen Mittel nicht mehr für eine weitere Saison in der zweithöchsten Spielklasse ProA, so dass man sich wieder in die ProB zurückzog. Arigbabu nahm unter anderem dies zum Anlass, um vor Saisonbeginn 2011/12 seine aktive Karriere zu beenden und sich zu Beginn des Jahres 2012 komplett aus dem Verein zurückzuziehen. Arigbabu spielte nach Karriereende in der zweiten Regionalliga noch in der Mannschaft seines Stammvereins TK Hannover mit. Beruflich wurde er im Bereich Vermarktung tätig.